# Bundesstraße 212
Pour les articles homonymes, voir Route 212.
La Bundesstraße 212 est une Bundesstraße des Länder de Basse-Saxe et de Brême.

## Histoire
Le grand-duché d'Oldenbourg ouvre entre 1856 et 1869 les villages du Wesermarsch par des routes de communication construites pour des raisons d'économie avec des briques et créées avec de nombreuses courbes à angle droit. La route reliant Brake par Rodenkirchen et Esenshamm à Ellwürden est achevée en 1857 dans la continuité de la chaussée entre Oldenbourg et Brake de 1852 (la Bundesstraße 211 actuelle). Cette route est prolongée en 1858 d'Abbehausen jusqu'à Stollhamm et atteint en 1861 Burhave.
Il n'existe pas de route continue reliant Brême à Nordenham, mais seulement une section nord entre Brake et Nordenham (suivant l'actuelle B 211) et une section sud entre Elsfleth et Delmenhorst.
La route entre Buchholzberg et Nordenham devient en 1937 une Reichsstraße malgré l'amélioration médiocre. Pendant la Seconde Guerre mondiale, aucun travail de réparation sur les routes de klinker (77% de toutes les routes impériales du Wesermarsch ne sont que des routes de klinker) n'est effectué, de sorte qu'une partie du klinker s'est enfoncée dans le sol de la tourbière molle. Cela crée des bosses qui permettent par endroits une vitesse maximale de 20 km/h.
En décembre 1950, la nouvelle Bundesstraße reliant Elsfleth à Brake-Kirchhammelwarden est achevée. Il s'agit de la première route du Wesermarsch à avoir une voie rectiligne à l'écart des digues ou des trains. Au milieu des années 1950, elle est prolongée jusqu'à l'intersection avec la B 211 (ouest de Brake), de sorte que la ville de Brake n'utilise plus la B 212. Dans les années 1960, la B 212 est étendue de Nordenham à Bremerhaven. La déviation autour des villages d'Atens et de Blexen est construite entre 1965 et 1968 en plusieurs étapes et est ouverte le 1er janvier 1968.
En mars 2002, la déviation autour de Rodenkirchen est achevée. À l'été 2006, le tronçon entre Oberhammelwarden et Brake est complètement renouvelé. La section Elsfleth-Oberhammelwarden suit à l'été 2007.

## Source
- (de) Cet article est partiellement ou en totalité issu de l’article de Wikipédia en allemand intitulé « Bundesstraße 212 » (voir la liste des auteurs).